# Xanthocyparis
Xanthocyparis ist eine Pflanzengattung in der Familie der Zypressengewächse (Cupressaceae). Die Gattung Xanthocyparis besitzt ein stark disjunktes Areal mit nur einer Art in Nordamerika und einer im nördlichen Vietnam.

## Merkmale

### Vegetative Merkmale
Xanthocyparis-Arten wachsen als kleine bis große, immergrüne Bäume. Die Borke ist faserig und blättert in Längsstreifen ab. Das Kernholz ist gelblich und wächst langsam. Sie bilden eine pyramidenförmige, konische oder eine unregelmäßige, oben flache Krone. Die Sämlinge besitzen zwei Keimblätter (Kotyledonen), die Folgeblätter sind linealische juvenile Nadelblätter in Viererwirteln.
Die beblätterten Zweige stehen waagrecht oder leicht hängend. Es gibt drei Arten von Beblätterung: linealisch-nadelförmige Juvenilblätter, Übergangsblätter und schuppenförmige adulte Blätter. Juvenilblätter sind entweder nur an den Sämlingen vorhanden oder auch an adulten Bäumen. Sie stehen in Wirteln zu vier und stehen radial von der Achse ab. Zweige mit dieser Beblätterung sind steril. Übergangsblätter kommen ebenfalls nur an Sämlingen oder auch an adulten Bäumen vor. Adulte Blätter kommen nur an adulten Bäumen vor. Sie sind kreuzgegenständig und haben zwei Größen und Formen: die seitlichen sind stark abgeflacht. Zweige mit adulten Blättern sind häufig fertil und tragen Zapfen.

### Generative Merkmale
Xanthocyparis-Arten sind einhäusig getrenntgeschlechtig (monözisch). Die pollenbildenden Zapfen stehen endständig und einzeln an kleinen Zweigen mit Schuppenblättern. Die pollenbildenden Zapfen sind 2,5 bis 5 × 2 bis 2,5 Millimeter groß und tragen 10 bis 16 Mikrosporophylle. Die Mikrosporophylle sind gegenständig, schildförmig und tragen zwei (selten drei) große Mikrosporangien.
Die samentragenden Zapfen stehen endständig und einzeln an Seitenzweigen mit Schuppenblättern. Reife Zapfen sind 7 bis 11 × 10 bis 12 Millimeter groß, wenn sie sich öffnen, noch weiter. Die Tragblatt-Schuppen-Komplexe stehen in zwei (selten drei) gegenständigen Paaren. Sie sind an der Basis verwachsen. Das obere Paar ist ganz verwachsen und öffnet sich zum Freilassen der Samen weit. Sie sind klappen bis leicht schildförmig und besitzen einen zentralen Umbo. Die zentrale Achse des Zapfens ist klein und kann auch ganz fehlen. Die Samenanlagen stehen axillär in den Tragblättern, jedes Tragblatt trägt ein bis fünf Samenanlagen, aus denen meist weniger Samen entstehen. Meist entwickeln sich nur auf dem oberen Tragblatt-Schuppen-Komplex-Paar Samen. Die Samen sind abgeflacht und haben zwei seitliche Flügel.

## Systematik und Verbreitung
Die Gattung Xanthocyparis wurde erst 2002 aufgestellt. Der Gattungsname Xanthocyparis bedeutet „gelbe Zypresse“ und bezieht sich auf die Farbe des Holzes.
Die Gattung Xanthocyparis wird in die Unterfamilie Cupressoideae gestellt, ihre nächsten Verwandten sind Cupressus und Juniperus.
Die Gattung Xanthocyparis besitzt ein stark disjunktes Areal. Eine der beiden Arten kommt in Nordamerika vor, die zweite im Norden Vietnams.
Zur Gattung Xanthocyparis werden zwei Arten gezählt:
- Nootka-Scheinzypresse (Xanthocyparis nootkatensis (D.Don) Farjon & D.K.Harder) aus Nordamerika wurde früher in der Gattung Chamaecyparis geführt und 2002 nach der Entdeckung der vietnamesischen Art in die neue Gattung überführt.[1]
- Xanthocyparis vietnamensis Farjon & T.H.Nguyên: Die Entdeckung dieser vietnamesischen Art 1999 führte zur Aufstellung der neuen Gattung 2002.[1]

Die enge Verwandtschaft der beiden Arten war unstrittig. Allerdings fanden Little und Kollegen 2004 heraus, dass die Nootka-Scheinzypresse 1865 von Oersted unter dem Gattungsnamen Callitropsis beschrieben worden war. Der Name war aber nie verwendet worden. Sie überführten die beiden Arten in die Gattung Callitropsis Oerst. Dagegen wurde 2006 von Miller und Farjon Einspruch erhoben; sie schlugen dagegen die Konservierung des Namens Xanthocyparis gegenüber dem älteren Callitropsis vor. Dieser Vorschlag wurde 2007 vom Nomenclature Committee for Vascular Plants befürwortet. Eine Entscheidung über die Annahme von Xanthocyparis als Nomen conservandum sollte 2011 beim Internationalen Botanischen Kongress fallen. Der Name Xanthocyparis wurde konserviert mit der Typusart Xanthocyparis vietnamensis.
Manche Autoren ordnen beide Arten als Cupressus nootkatensis D.Don ex Lambert und Cupressus vietnamensis (Farjon et T.H.Nguyèn) Silba der Gattung Cupressus L. zu.

## Belege